# Ла-Рошель-3
Ла-Рошель 3-й кантон (фр. Canton de La Rochelle-3) — кантон во Франции, находится в регионе Пуату — Шаранта. Департамент кантона — Шаранта Приморская. Входит в состав округа Ла-Рошель. Население кантона на 2006 год составляло 8433 человек.
Код INSEE кантона 1741. Всего в кантон Ла-Рошель 3-й кантон входят 1 коммун, из них главной коммуной является Ла-Рошель 3-й кантон.

## Коммуны кантона
- Ла-Рошель — население 8.433 чел.